# Леселидзе, Виктор Николаевич
Ви́ктор Никола́евич Лесели́дзе (груз. ვიქტორ ნიკოლოზის ძე ლესელიძე; 7 января 1907 — 28 июня 1944) — командир 619-го миномётного полка 7-й армии Карельского фронта, подполковник. Погиб при освобождении Советской Карелии. Посмертно удостоен звания Героя Советского Союза. Грузин. Брат Героя Советского Союза, генерал-полковника Константина Николаевича Леселидзе. Состоял в ВКП(б) с 1938 года по 1944 год. Принят партийной организацией 63-го артиллерийского полка. Выбыл из ВКП(б) за оскорбление секретаря парторганизации.

## Биография
Родился 7 января 1907 года в городе Озургети Гурия, Кутаисской губернии, Российской империи (по другим источникам — 8 (21) января 1907 года).
- С 1916 года по 1923 год учащийся городского высшего начального училища города Озургети.
- С 1923 года по 1925 год учащийся батумской трудовой школы.

В Красной Армии с 1925 года.
- С сентября 1925 года по 1927 год курсант артотделения Грузинской объединённой военной школы.
- С сентября 1927 года по сентябрь 1929 года курсант артотделения Закавказской пехотной школы (г. Тбилиси).
- С сентября 1929 года по ноябрь 1931 года командир взвода 2-го Грузинского артиллерийского полка Закавказского военного округа (г. Тбилиси).
- С ноября 1931 года по ноябрь 1936 года курсовой командир взвода Закавказской пехотной школы артиллерийского отделения (г. Тбилиси).
- С ноября 1936 года по август 1938 года командир батареи 63-го грузинского артиллерийского полка Закавказского военного округа (г. Тбилиси).
- С августа 1938 года по май 1939 года командир батареи 14-го артиллерийского полка Московского и Ленинградского военных округов (г. Владимир и г. Вологда).

Участник советско-финской войны 1939—1940 гг.
- С июня 1939 года по февраль 1940 года командир дивизиона 290-го горно-артиллерийского полка (г. Мурманск).
- В 1939 года зам. парторга 290-го горно-артиллерийского полка (полуостров Рыбачий).
- С июля 1940 года по сентябрь 1940 года помощник начальника пункта ПВО при 14-й армии (г. Мурманск).

Участник Великой Отечественной войны с 1941 года, начало которой застало В. Н. Леселидзе командиром артиллерийского дивизиона.
- С октября 1940 года по июль 1941 года командир дивизиона 706 легкого артиллерийского полка (г. Новгород).
- С июля 1941 года по октябрь 1941 года командир дивизиона железнодорожных площадок Ленинградского фронта.
- С октября 1941 года по декабрь 1941 года начальник учебно-строевой части курсов младших лейтенантов 55-й армии (г. Ленинград).
- С января 1942 года по июль 1943 года командир 105-го миномётного полка 24-й миномётной бригады 26-й артдивизии РГК СЗФ.
- С октября 1943 года по июнь 1944 года командир 619 миномётного полка РГК.

Командир 619-го миномётного полка (7-я армия, Карельский фронт) подполковник Виктор Леселидзе 21 июня 1944 года миномётным огнём обеспечил форсирование реки Свирь у города Лодейное Поле Ленинградской области 763-м стрелковым полком.
Затем миномётчики полка подполковника Леселидзе успешно форсировали Свирь, и 22—27 июня 1944 года участвовали в прорыве оборонительных полос противника, своим огнём прокладывая путь пехоте вдоль восточного берега Ладожского озера на север и обеспечивая форсирование ею рек Олонка и Тулокса. На берегу Тулоксы противник, подтянув резервы, перешёл в контратаку. На одном участке ему удалось потеснить советские подразделения. Фашистские автоматчики вплотную подобрались к наблюдательному пункту 619-го полка, возникла непосредственная угроза штабу полка.
28 июня 1944 года командир полка В. Н. Леселидзе собрал всех, кто находился на наблюдательном пункте в районе села Видлица, и во главе небольшой группы офицеров и связных вступил с вторгшимся неприятелем в рукопашную схватку. Личный пример отваги воодушевил наших воинов, они отразили вторжение численно превосходящего вражеского подразделения: оно было отброшено от наблюдательного пункта и рассеяно. В этой схватке мужественный офицер пал, сражённый пулей вражеского снайпера.
Подполковника Виктора Николаевича Леселидзе похоронили в братской могиле в посёлке Ильинский Олонецкого района Карелии.

## Боевой путь
| Советско-финская война 1939—1940 гг.                                     |                                     |                   |
| Мурманское направление г. Петсамо                                        | декабрь 1939 года                   | март 1940 года    |
| Великая Отечественная война                                              |                                     |                   |
| Ленинградский фронт: под Лугой и Ленинградом. Тяжелое ранение, контузило | июль 1941 года 24 августа 1941 года | декабрь 1941 года |
| Северо-Западный фронт под Старой Руссой                                  | март 1942 года                      | июль 1943 года    |
| Карельский фронт                                                         | март 1944 года                      | 28 июня 1944 года |

## Семья
|  |  |

|  |  |  |  |  |

- Отец — Леселидзе Николай Андреевич. Скончался 8.02.1944 г.
- Мать — Леселидзе Нина Павловна. Скончалась 10.12.1965 г.
- Супруга — Любовь Ясоновна (1912—1976).
- Дочь — Заира Викторовна (1931), геолог.
- Дочь — Далила Викторовна (1935—2002), физик.
- Брат — Леселидзе Давид Николаевич (2(15) октября 1900 г.. — 3 мая 1972 г.), участник Великой Отечественной войны, подполковник.
- Брат — Леселидзе Константин Николаевич.
- Брат — Леселидзе Валериан Николаевич (1(14) июня 1910 г. — май 1942 г.).

С первых дней Великой Отечественной войны Валериан Николаевич Леселидзе вступил в ряды Красной Армии и принимал участие как командир миномётного расчёта в Керчи (действующая к-я Армия 384 полевая почтовая станция 251 г.с.п. подразделение 33), в конце 1941 года он был ранен и лечился в военном госпитале в городе Краснодаре, по выздоровлении он был направлен в 224-ю грузинскую стрелковую дивизию в районе Керчи, где и пропал без вести.
- Сестра — Леселидзе Аграфина Николаевна (1(14) января 1915 г. — 18.08.1985 г.).

## Воинские звания
- 17 апреля 1938 года — присвоено звание капитана;
- 25 декабря 1941 года — присвоено звание майора;
- 22 октября 1942 года — присвоено звание подполковника.

## Награды
Указом Президиума Верховного Совета СССР от 21 июля 1944 года за образцовое выполнение боевых заданий командования на фронте борьбы с немецкими захватчиками и проявленные при этом отвагу и геройство подполковнику Виктору Николаевичу Леселидзе посмертно присвоено звание Героя Советского Союза.

## Память
Ильинская средняя школa Олонецкого района Карелии на протяжении многих лет сохраняла тесную связь с семьёй и родными Героя, проживающими в Грузии.
Из четырёх братьев, выращенных отцом Николаем Леселидзе, трое не вернулись с фронтов Великой Отечественной войны: генерал-полковник Константин Леселидзе умер в период боёв за освобождение Украины, пропал без вести в Керчи младший Леселидзе — Валериан. Прах Виктора Леселидзе покоится в Карелии. На могиле Героя установлена надгробная плита.
- Улица Леселидзе в посёлке Ильинский Олонецкого района Карелии.

Реликвии боевой славы братьев Леселидзе хранятся в краеведческом музее города Озургети.
Имя подполковника Леселидзе В. Н. увековечено на плите монумента героическим защитникам Ленинграда.